# スティーヴン・ソンドハイム
スティーヴン・ソンドハイム（英語: Stephen Joshua Sondheim ([ˈsɒnd.haɪm])、1930年3月22日 - 2021年11月26日）は、アメリカ合衆国の作曲家・作詞家。半世紀以上に亘りミュージカル界に貢献していることで知られる。アカデミー賞1回、トニー賞8回、グラミー賞8回、ピューリッツァー賞1回、ローレンス・オリヴィエ賞1回のほか、2015年には大統領自由勲章を受章した。トニー賞においては特別功労賞を含み、作曲家で最高の受賞回数となった。
『ニューヨーク・タイムズ』紙のフランク・リッチは「アメリカのミュージカル界で最高、そしておそらくもっともよく知られた人物」と評している。

## 人物
作詞作曲家としてもっともよく知られた作品は『ローマで起った奇妙な出来事』、『カンパニー』、『フォリーズ』、『リトル・ナイト・ミュージック』、『スウィーニー・トッド』、『Merrily We Roll Along 』、『ジョージの恋人』、『イントゥ・ザ・ウッズ』、『アサシンズ 』、『パッション』などである。また『ウエスト・サイド物語』、『ジプシー』の歌詞も作詞した。
1981年、ウォーレン・ベイティの映画『レッズ』の曲『Goodbye for Now 』を作曲した。1990年代、映画『ディック・トレイシー』においてマドンナの『Sooner or Later (I Always Get My Man) 』など5曲を作曲し、アカデミー歌曲賞を受賞した。
1973年から1981年、脚本家組合の会長を務めていた。2010年9月15日、生誕80年を祝し、ヘンリー・ミラーズ・シアターはスティーヴン・ソンドハイム・シアターに改名し、BBCプロムスはソンドハイムは敬意を表しコンサートを行なった。プロデューサーのキャメロン・マッキントッシュは「かつてない最高の作詞家であろう」と評した。
2021年11月26日、コネチカット州ロックスベリーの自宅で死去。91歳没。死因は明らかにされていない。スティーヴン・スピルバーグによるリメイク版映画『ウエスト・サイド・ストーリー』世界公開2週間前の死となったが、ソンドハイム自身はすでに鑑賞しており、「一級品」「輝きを放っている」と絶賛したという。

## 生い立ち
ニューヨーク出身。ユダヤ人の家庭に生まれた。母エタ・ジャネットがデザインしたドレスを父ハーバートが製造していた。マンハッタンのアッパー・ウエスト・サイドで育ち、両親の離婚後、ペンシルベニア州ドイルスタウン近くの農場に転居した。メリル・シークレスト著の半生記『Stephen Sondheim: A Life 』によると、セントラルパーク・ウェストにある高層マンションであるサン・レモに住む裕福な家庭の一人っ子として、放任され孤立していた。ニューヨークに住んでいた頃、エシカル・カルチャー・フィールドストン・スクール(ECFS)に通学していた。その後ニューヨーク・ミリタリー・アカデミー（陸軍幼年学校の1つ）、ペンシルベニア州バックス郡にある私立のクエーカー学校であるジョージ・スクールに進学し、ソンドハイムにとって1作目のミュージカル『By George 』を執筆し、1946年に卒業した。夏季は何度かキャンプ・アンドロスコッギンで過ごしたことがある。
9歳の頃、ブロードウェイ・ミュージカル『Very Warm for May 』を鑑賞し、ミュージカルに興味を持った。
10歳の頃、すでに別の女性との間に息子2人をもうけ別居していた父が母のもとを離れた。父はソンドハイムの親権を求めていたが獲得できなかった。半生記によると、「家族になつかず、たとえ裕福で何でも手に入っても人間的な繋がりはなかった。食べ物や温かいベッドもあり友人もいたけれど、兄弟も姉妹もなく親もいなくなった」。
精神的に虐待し、結婚生活の破綻を息子に投影していた母を憎んでいた。記事によると「父が母のもとを去った時、母は私に父を投影していた。優しくしてきたかと思えば、怒鳴り殴った。5年間、母は私をゴミのように扱いながら甘い言葉をかけてきた」。母はソンドハイムへの手紙に「唯一後悔しているのはあなたを生んだこと」と記した。1992年春、母が亡くなったがソンドハイムは葬式に出席しなかった。

## 来歴

### ハマースタインによる指導

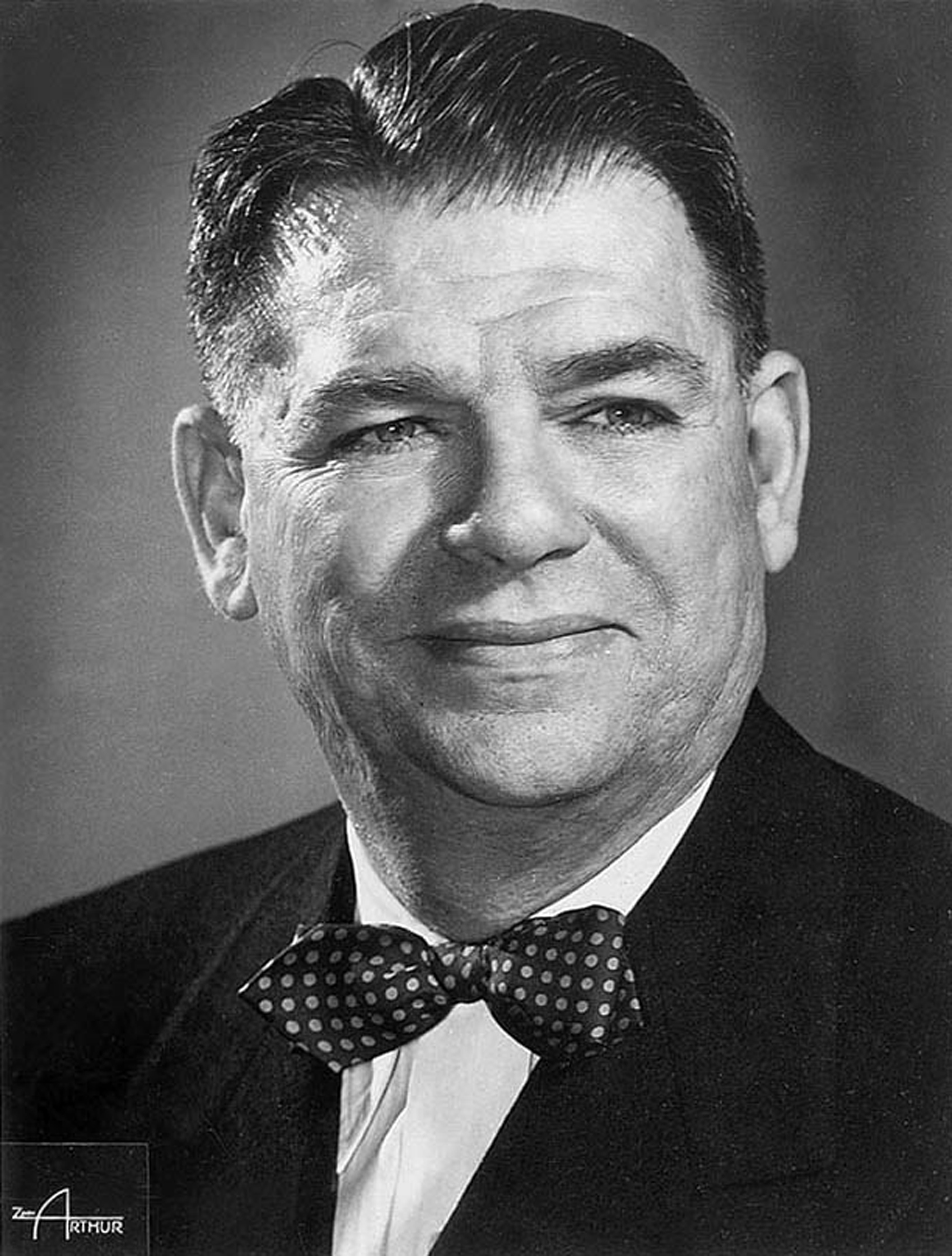
1940年頃のハマースタイン

両親が離婚した10歳の頃、作詞家で脚本家のオスカー・ハマースタイン2世の息子ジェイムズ・ハマースタインと友達になった。オスカー・ハマースタイン2世はソンドハイムの代理父となり、深く影響を与えミュージカルへの愛を深めた。ロジャース&ハマースタインの『南太平洋』開幕日、ソンドハイムはのちに自分の作品の多くを演出することとなるハロルド・プリンスと出会った。ジョージ・スクールで製作したコミック・ミュージカル『By George 』は友人たちに好評で、脚本家としての自信が湧いた。ソンドハイムはハマースタインに作者名を伏せて評価を頼んだところ、ハマースタインは最悪の作品だと語った。ハマースタインは「なぜ最悪の作品か教えよう」と言ってその後長時間にわたり説明を行なった。のちにソンドハイムは「その午後、ほかの人たちが脚本やミュージカルについて一生かけて学ぶ以上のことを学んだ」と語った。
ハマースタインはソンドハイムにミュージカル製作の指針を示し、ミュージカル4作品を執筆させた:
- 好きな戯曲をもとにする：『All That Glitters 』となった。
- 好きだが欠点のある戯曲をもとにする：マクスウェル・アンダーソンの『High Tor 』を選んだ。
- まだ戯曲化されていない小説または短編をもとにする：『メアリー・ポピンズ』の『わるい火曜日』を選んだ[16]。(シャーマン兄弟作詞・作曲の映画『メリー・ポピンズ』、ミュージカル『メリー・ポピンズ』とは無関係)
- オリジナル：『Climb High 』となった。

どれもプロの作品として上演されることはなかった。『High Tor 』は権利保持者が上演権を渡さず、『メアリー・ポピンズ』は未完であり一度も上演されていない。

### 大学および初期の経歴
ソンドハイムはマサチューセッツ州ウィリアムズタウンのリベラル・アーツ・カレッジであるウィリアムズ大学の演劇学のプログラムに興味を持ち進学した。最初の教師はロバート・バロウであった:
バロウ先生はとてもドライで皆バロウ先生が嫌いだった。私は彼がとてもドライだったから好きだった。バロウ先生は私のアートに対するロマンティックな視点にセンスがないことを気付かせてくれた。私はいつも天使が舞い降りてきて肩に乗り、呪文を唱えると思っていたのだ。なんとかして作品を作っても何も起きなかった。しかし突然空がひらけた。音楽の論理的なことを理解するとすぐ。それまでは無知で、才能があればできると思っていた。
ソンドハイムがシークレストに語ったところによると「大学院で音楽学を学ぶことなく、作曲、理論、ハーモニーを習得したかった。舞台芸術のための作曲がしたかったため、舞台音楽を見下さない人を探した」。バロウはミルトン・バビットのもとで学ぶことを提案した。ソンドハイムはバビットを「落ち目の作曲家」と評しつつ、「完璧なコンビネーション」を築いた。ソンドハイムがバビットと会った頃、バビットはメアリー・マーティン主演のギリシア神話のヘレネーを基にしたミュージカルを作成中であった。当時バビットはプリンストン大学で教鞭をとっており、ソンドハイムとバビットは週に一度4時間ニューヨークで面会した。ソンドハイムによると、最初の1時間はロジャース&ハートやジョージ・ガーシュウィンなどの分析、バディ・デシルヴァ、ルー・ブラウン、レイ・ヘンダーソンなどバビット推薦の作曲家の研究を行なった。その後ヴォルフガング・アマデウス・モーツァルトの『ジュピター交響曲』などほかのジャンルの音楽の批評を行なった。バビットとソンドハイムはジェローム・カーンなど様々な作曲家の研究をした。ソンドハイムはカーンについて「数少ないバリエーションしかない1つのモチーフを長く飽きさせない旋律にし、少ない材料で最大の発展を遂げることができる」と評した。またバベットについて「私は彼にとって異端児で、彼の厳粛な作風を学んでポピュラー・アーツの世界に行った」と語った。ウィリアムズ大学においてソンドハイムは、1924年のジョージ・S・コフマンとマーク・コネリーの戯曲『Beggar on Horseback 』をコフマンの許可を得てミュージカル化し、3回上演した。在学中、フラタニティBeta Theta Pi のメンバーで、1950年にラテン・オナーズのマグナ・カム・ロードを受賞し卒業した。
シットコム『Topper 』の脚本を執筆しながら、生活費を切り詰めるためハリウッドに住む父のダイニング・ルームに暮らし、音楽のオーディションを受け続けた。1940年代および1950年代の映画をむさぼるように鑑賞し、映画の知識でクイズ番組『The $64,000 Question 』の予選を通過した。ソンドハイムはミュージカル映画が好きでなく、『市民ケーン』、『怒りの葡萄』、『天国への階段』などのクラシック・ドラマを好んだ。「マイケル・カーティスやラオール・ウォルシュなどの監督は私にとってヒーローだ。多くの映画を手掛け、どれも素晴らしい作品である。作品を作るのに文化的圧力を全く感じさせない」。
22歳の頃、ソンドハイムはハマースタインに指示された4作品を完成させた。当時まだ上演されていなかったジュリアス・J・エプスタインとフィリップ・G・エプスタインの『Front Porch in Flatbush 』をラミュエル・エイヤーズが製作しようと試みた。エイヤーズはフランク・レッサーなどの作曲家に依頼したが断られた。エイヤーズとソンドハイムはとある結婚式の付添人として出会い、エイヤーズはソンドハイムに3曲の作曲を依頼した。ジュリアス・エプスタインはソンドハイムを雇い、カリフォルニア州で4から5か月間共に製作活動を行なった。支援者を募り、予算の半額が集まった。『Saturday Night 』に改題し、1954年度にブロードウェイでの開幕を予定していたが、エイヤーズが40代前半で白血病で亡くなった。上演権は未亡人となったシャーリーに移り、経験不足から予定通りにいかなくなり、ようやく2000年にオフ・ブロードウェイで開幕した。のちにソンドハイムは「『Saturday Night 』には愛着以外の感情は何もなかった。23歳の若者には悪くなかった。気恥ずかしい歌詞、アクセントの違い、見え透いたジョークなどがあった。しかし私は深く考えないことにした。作品は自分の子供のようなものである。もう改変することはできない。子供なのだから」と語った。

### ブロードウェイでの初期の成功
バート・シーヴラヴはソンドハイムをあるパーティに招待した。ソンドハイムはシーヴラヴの前に到着したが、よく知っている人はいなかった。『Saturday Night 』のオーディションで見かけたことのあるアーサー・ローレンツを見つけ声を掛けた。ローレンツはレナード・バーンスタインと共に『ロミオとジュリエット』のミュージカル版を製作中で、作詞するはずであったベティ・コムデンとアドルフ・グリーンがハリウッドと契約中のためほかの作詞家を探していると語った。ローレンツはソンドハイムの大ファンではなかったが、『Saturday Night 』の歌詞を気に入っておりソンドハイムはバーンスタインのオーディションを受けることになった。翌日ソンドハイムはバーンスタインと面会して演奏し、バーンスタインはあとで連絡すると語った。ソンドハイムは作詞および作曲を望んでいた。ハマースタインと相談後、バーンスタインはソンドハイムに作詞を任せることにした。1957年、ジェローム・ロビンズ演出の『ウェスト・サイド物語』が開幕し、732回上演された。しかしソンドハイムは登場人物に歌詞が合っていない箇所があったり、詩的すぎたりで自分の作詞に不満があった。バーンスタインが『キャンディード』製作中、ソンドハイムは『ウエスト・サイド物語』の一部の曲の作曲も行ない、バーンスタインが作詞に携わることもあったが、『ウエスト・サイド物語』試験興行中にそれらのクレジットはなくなった。ソンドハイムはバーンスタインが彼を作詞家としてのみクレジットするようプロデューサーに指示したのだと主張した。印税として3%がバーンスタインに、1%がソンドハイムに入ることになっていた。バーンスタインは2%ずつとすることを提案したが、ソンドハイムはクレジットに名を残したいだけだとしてこれを断った。のちにソンドハイムは「誰か私を黙らせてくれれば印税がもっと入ったのに」と語った。
『ウエスト・サイド物語』開幕後、シーヴラヴはブロードウェイに「低俗なコメディ」が少なくなったと嘆き、プラウトゥスのローマ喜劇を基にしたミュージカルを検討した。ソンドハイムはこのアイデアに興味を持ち、友人のラリー・ゲルバートを共同脚本家にした。何度も草稿を重ねたが、ソンドハイムの次の作品のため中断した。
1959年、ローレンツとロビンズは、アーヴィング・バーリンとコール・ポーターに断られたジプシー・ローズ・リーの回顧録のミュージカル製作をソンドハイムに頼んだ。ソンドハイムは同意し、無名の作曲家および作詞家による『Happy Hunting 』を終えたばかりのエセル・マーマンがママ・ローズ役に配役された。ソンドハイムは作詞だけでなく作曲も望んだが、再度無名の作曲家の作品となることを嫌がったマーマンはこれを拒否し、ジューリー・スタインが作曲することを要求した。ソンドハイムは作詞家として定着することを心配し、ハマースタインに助言を求めた。ハマースタインはスター俳優と作品を作り上げることは良い経験になると語った。ソンドハイムは作詞家として、1959年5月21日、『ジプシー』が開幕し、702回上演された。

#### ハマースタインの死
1960年、指導者であり父親代わりでもあったハマースタインが亡くなった。亡くなる直前、ハマースタインは自身の写真をソンドハイムに与えた。ソンドハイムは写真にサインを求めたが、のちに「父親にサインを求めるようで奇妙だった」と語った。サインには「友人であり師であるスティーヴィーへ」と書かれ、ソンドハイムは胸が詰まった(「スティーヴィー」はソンドハイムの愛称)。ソンドハイムは「言葉で説明する以上にオスカーの人柄を表している」と語った。
ハマースタインの家から帰宅する際、ソンドハイムは最後の別れの言葉を交わした時の悲しい沈んだ気持ちを思い返した。3日後、ハマースタインは胃癌で亡くなった。

## 作曲家および作詞家として
1962年、ソンドハイムが作曲および作詞の両方を手掛けた初めてのミュージカルとして『ローマで起った奇妙な出来事』が開幕し、964回上演された。脚本はプラウトゥスの笑劇を基にし、シーヴラヴとゲルバートが執筆した。ソンドハイムの作曲はあまり評価が高くなかったが、作品自体はトニー賞においてミュージカル作品賞を含む複数の部門で受賞した。

### ブロードウェイでの失敗およびほかのプロジェクト
ソンドハイムが参加した3作品が連続でヒットしたが、次の1964年の『口笛は誰でも吹ける』はアンジェラ・ランズベリーのミュージカル・デビュー作であったが9回で打ち切りとなった。1952年のローレンツの戯曲『The Time of the Cuckoo 』を基にした『ワルツが聞こえる?』はロジャース&ハマースタイン作、メアリー・マーティン主演で計画された。ハマースタインが亡くなり新たな作詞家が必要となり、ローレンツと、ロジャースの娘メアリーはソンドハイムに後任を頼んだ。ロジャースとソンドハイムは戯曲をそのままミュージカル化にはしないことで同意し、ミュージカル版の脚本を新たに執筆し始めた。ロジャースのアルコール依存症など、このプロジェクトには多くの問題があった。ソンドハイムはこのプロジェクトに関わったことを後悔し、作詞と作曲の両方ができる場合のみ参加することを決意した。
ソンドハイムは新作ミュージカルに作家で脚本家のジェイムズ・ゴールドマンに脚本家としての参加を依頼した。『ニューヨーク・タイムズ』紙のジーグフェルド・フォリーズの元ショーガールたちの集まりについての記事にインスパイアされ、『The Girl Upstairs 』(のちに『フォリーズ』に改題)として製作された。
1966年、オフ・ブロードウェイ・レヴュー『The Mad Show 』で『イパネマの娘』のパロディ『The Boy From... 』の作詞を半匿名で行なった。「スティーヴン・リヴァー・ネスト」のスペイン語「エステバン・リア・ニド」の名で、プログラムには「ペンネーム」と記された。同年、ゴールドマンとソンドハイムは『The Girl Upstairs 』の製作に行き詰まり、ゴールドマンはソンドハイムにテレビ・ミュージカルの作成を頼んだ。1966年11月16日からアンソニー・パーキンスとシャーミアン・カーが主演し、『Evening Primrose 』として放送された。ABC Stage 67 のアンソロジーとして、ハベル・ロビンソンがプロデュースした。ソンドハイムおよび監督のポール・ボガートによると、この作品はゴールドマンの家賃支払いの資金調達のためだけに製作された。局は題名も、ソンドハイムが提案した代替案『A Little Night Music 』も気に入らなかった。
『Evening Primrose 』の後、ソンドハイムはベルトルト・ブレヒトの作品が好きでないにも関わらず、ロビンズはブレヒトの『The Measures Taken 』のミュージカル化を頼んできた。ロビンズはブレヒトの『The Exception and the Rule 』もミュージカル化したかったため、ジョン・ゲアに脚本を頼んだ。バーンスタインはしばらく執筆活動をしておらず、ニューヨーク・フィルハーモニックでの指揮者としての契約も終わっていた。バーンスタインはソンドハイムなしでは参加しないと考えたロビンズはソンドハイムを自宅に招待し、ゲアにソンドハイムを『The Exception and the Rule 』の作詞および作曲をしてくれるよう説得してもらった。ソンドハイムが同意すると、ゲアが「なぜ『ウエスト・サイド物語』からずっと一緒に製作しなかったのか」と尋ねると、ソンドハイムは「いずれわかる」とだけ応えた。ソンドハイムは学生寮のルームメイトのように「彼らのクレイジーな働き方を理解」しなければならなかったのである。バーンスタインは深夜のみ、ロビンズは早朝のみ仕事をしていた。この作品におけるバーンスタインの音楽は伝えるべきことに欠けていた。『The Girls Upstairs 』に参加していたスチュアート・オストロウはこの作品をプロデュースすることに同意し、題名は『A Pray By Blecht 』、その後『The Race to Urga 』となった。開幕日が予定されたが、オーディション中、ロビンズが中座して戻らなかったためドアマンに尋ねると、リムジンに乗ってジョン・F・ケネディ国際空港に向かったそうである。バーンスタインは「おしまいだ」と泣き崩れ、ソンドハイムは「このプロジェクトで恥をかかされた。よい教訓になった」と語った。ソンドハイムは1曲半作曲したが、彼にとって唯一の破棄となった。18年後、バーンスタインとロビンズからこの作品のやり直しを提案されたが拒否した。

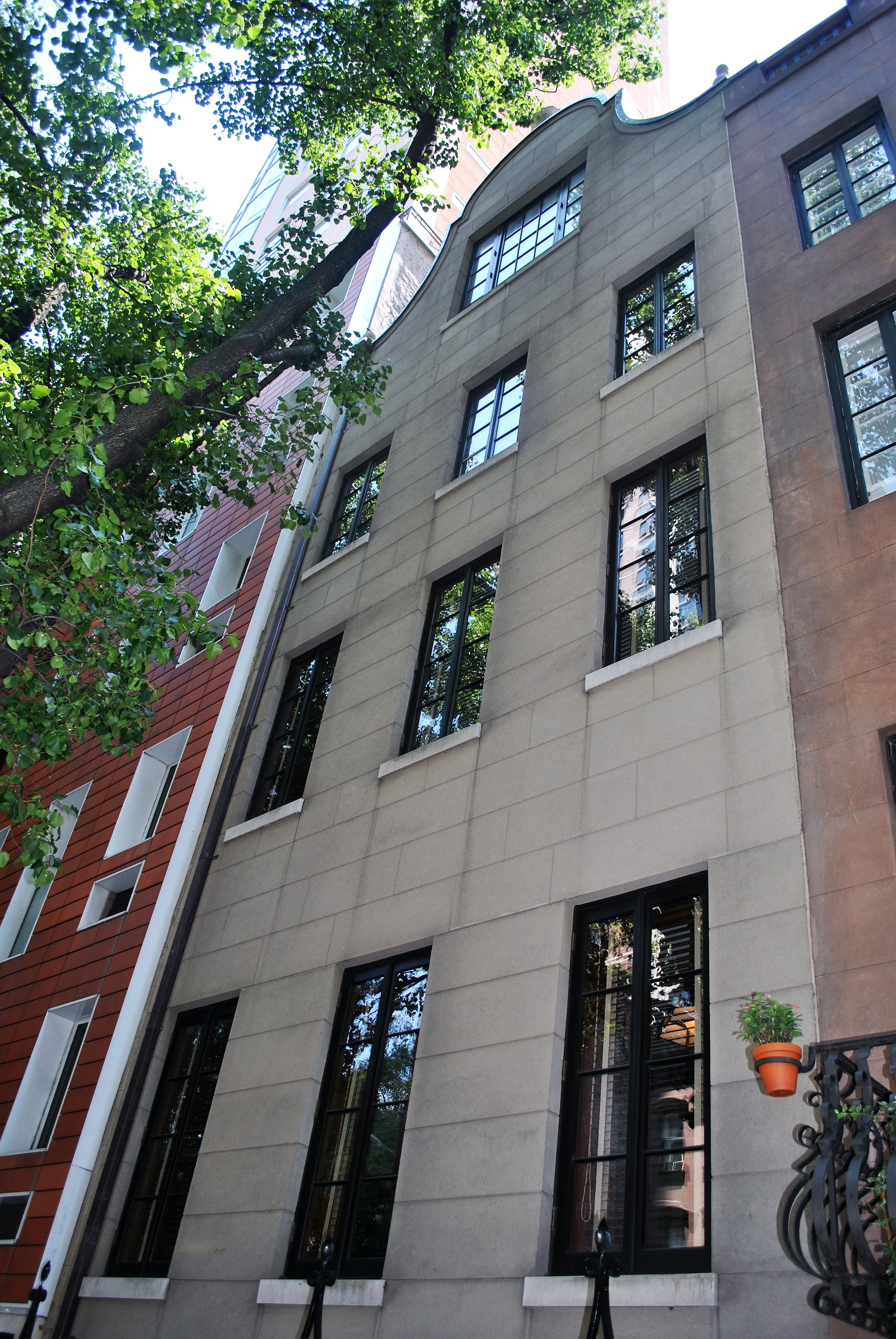
ニューヨークにあるソンドハイム邸

1959年の『ジプシー』執筆中からマンハッタンのタートル・ベイにあるブラウンストーンの邸宅に住んでいる。10年後、音楽を聴いているとドアをノックされた。近所に住むキャサリン・ヘプバーンが怒りで顔を赤らめながら裸足で「一晩中寝かせないつもりか」と詰め寄った。ヘプバーンはミュージカル・デビュー作『Coco 』の稽古期間中であった。ソンドハイムがヘプバーンになぜヘプバーン主演の作品を頼んでこないのか尋ねると、ヘプバーンはソンドハイムの電話番号をなくしたのだと応えた。のちにソンドハイムは「自分の演技に自信が持てずそこに裸足で立っていたいのだろう」と語った。

### 1970年-1981年、ハロルド・プリンスとのコラボレーション
『ワルツが聞こえる?』の後、ソンドハイムは様々なミュージカルの作曲および作詞を行なった。1970年のコンセプト・ミュージカル『カンパニー』から1981年まで、プロデューサーで演出家のハロルド・プリンスと6作品でコラボレートした。ジョージ・ワースの『カンパニー』の脚本には確固たるあらすじはなく、登場人物とテーマが設定されたのみであった。1970年4月26日、アルヴィン・シアターで開幕し、7回のプレビュー公演の後、本公演が705回上演された。トニー賞においてミュージカル作品賞、楽曲賞、作詞賞を受賞した。2006年にブロードウェイで再演された。
1971年4月4日、ウィンター・ガーデン・シアターにてゴールドマン脚本の『フォリーズ』が開幕し、12回のプレビュー公演の後、本公演が522回上演された。倒壊が決まったブロードウェイの劇場でのワイズマンズ・フォリーズの再会を中心にしている。ワイズマンズ・フォ リーズは第一次世界大戦および第二次世界大戦の頃に上演されていたジーグフェルド・フォリーズを基にしたミュージカル・レヴューである。バディとサリー、ベンジャミンとフィリスの2組の夫妻に焦点を当てている。2001年と2011年にブロードウェイで再演された。
1973年、イングマール・ベルイマン監督および脚本の映画『夏の夜は三たび微笑む』を基にし、主に三拍子の曲を使用した『リトル・ナイト・ミュージック』がソンドハイムの成功作の1つとなった。『タイム』誌は「これまでのソンドハイムの作品の中でもっとも素晴らしい作品」と記した。使用楽曲『Send in the Clowns 』はジュディ・コリンズがカバーしヒットした。1973年2月25日、ブロードウェイのシュバート・シアターで開幕し、12回のプレビュー公演の後、本公演が601回上演され、1974年8月3日に閉幕した。1973年9月13日、マジェスティック・シアターに移行し、閉幕まで上演された。2009年、ブロードウェイで再演された。
1975年11月23日、オフ・ブロードウェイにあるウエストサイド・シアターにて『By Bernstein 』が開幕し、40回のプレビュー公演の後、本公演が17回上演された。作詞および作曲はバーンスタインが担当し、追加の歌詞はソンドハイムを含むほかの者が作詞した。ベティ・コムデン、アドルフ・グリーン、ノーマン・L・バーマンが考案および執筆し、マイケル・ボウトゥリーが演出し、ジャック・ビトナー、マージェリー・コウエン、ジム・コーティ、エド・ディクソン、パトリシア・エリオット、カート・ピーターソン、ジェイニー・セルが出演した。『The Exception and the Rule 』から『In There 』、『ウエスト・サイド物語』から『Kids Ain't (Like Everybody Else) 』のソンドハイム作曲の2曲が使用された。
1976年、ジョン・ワイドマン脚本による『太平洋序曲』が上演され、ソンドハイムとプリンスのコラボレーションの中でもっとも異色な作品となった。歌舞伎のスタイルを用いて日本の西洋化を描いている。2004年、ブロードウェイで再演された。
1979年、ソンドハイムの作品でもっともオペラ的な音楽およびリブレットの『スウィーニー・トッド』が上演された。『リトル・ナイト・ミュージック』、『太平洋序曲』と同様、オペラ・ハウスで上演されている。復讐殺人およびカニバリズムという珍しいトピックが取り上げられている。ヴィクトリア朝の作品を1973年にクリストファー・ボンドが舞台化したものを基に、ヒュー・ウィーラーが脚本を執筆した。1989年および2005年にブロードウェイで再演され、ミュージカル劇場やオペラ・ハウスで上演されている。
1981年、ジョージ・ファース脚本の『Merrily We Roll Along 』が上演され、ソンドハイムにとってもっとも従来型の音楽となった。使用楽曲をフランク・シナトラやカーリー・サイモンがレコーディングした。音楽監督のポール・ゲミナニは、ソンドハイムは「ものすごく多才」と語った。16回の上演のみで閉幕したが、使用楽曲は繰り返しレコーディングされている。批評家のマーティン・ゴトフライドは「ソンドハイムは従来型の音楽を作曲したが、通常の音楽とは違った」と記した。オリジナル・プロダクション以降、ソンドハイムとファースは改訂を加えた。のちにソンドハイムは「ブロードウェイのコミュニティがハル(プリンス)と私が失敗することを望んでいたことに驚いた」と語った。

### 1984年-1994年、ジェイムズ・ラパインとのコラボレーション
『Merrily 』の失敗はソンドハイムに大きな影響を与えた。舞台活動を辞めて、映画、ビデオ・ゲーム、推理作家になろうかと考えた。「ブロードウェイや、私やハルを嫌っている人々と関わらないところで働きたかった」。ソンドハイムとプリンスのコラボレーションは『Merrily 』以降2003年に再度失敗となる『Bounce 』まで中断した。
しかしソンドハイムは再起を決意し、1981年にオフ・ブロードウェイの『Twelve Dreams 』を観劇し、脚本家のジェイムズ・ラパインとコラボレートすることとなった。「私はそれまでやる気を失っており、パブリック・シアターで『Twelve Dreams 』を観ていなかったらどうなっていたかわからない」。ラパインはアバンギャルドを好み、特に舞台において視覚志向であった。1984年、ジョルジュ・スーラの点描を想起させるソンドハイムの音楽を使用した『ジョージの恋人』で初めてコラボレートした。1985年、2人はピューリッツァー賞 戯曲部門を受賞した。2008年、ブロードウェイで再演された。
1987年、グリム兄弟の複数の童話を基にした『イントゥ・ザ・ウッズ』で再度コラボレートした。ソンドハイムはこの作品のオープニング曲『Witch 』で、ラップをブロードウェイ・ミュージカルに取り入れた第一人者とされているが、メレディス・ウィルソン作のミュージカル『ミュージック・マン』の曲『Rock Island 』から着想を得たとされる。
1994年、ソンドハイムとラパインの最後の作品は、エットーレ・スコラ監督のイタリア映画『パッション・ダモーレ』の舞台化であるラプソディ風ミュージカル『パッション』であった。280回上演され、トニー賞ミュージカル作品賞を受賞した最少上演回数作品となった。

### 後年の作品
1990年12月18日、オフ・ブロードウェイでソンドハイムの作詞および作曲による、ジョン・ワイドマン脚本の『アサシンズ』が開幕した。73回上演後、1991年2月16日、閉幕した。この作品の構想はソンドハイムがスチュワード・オストロウの「ミュージカル・シアター・ラボ」にパネリストとして参加した際に使用したチャールズ・ギルバートの作品を基にしている。ソンドハイムがギルバートに構想の使用許可を求めると、ギルバートは脚本の執筆を買って出たのだがソンドハイムはワイドマンに頼むつもりであった。2004年、ブロードウェイに進出し再演された。
1997年、棚上げされていた『Saturday Night 』がロンドンのブライドウェル・シアターで上演された。1998年、『Saturday Night 』の音楽がレコーディングされた。2000年、新曲2曲を追加した改訂版がオフ・ブロードウェイのセカンド・ステージ・シアターで、2009年にはロンドンのジャーミン・ストリート・シアターで上演された。
1990年代終盤、ソンドハイムとワイドマンはアディソン・マイズナーとウィルソン・マイズナーの兄弟についてのミュージカル・コメディ『Wise Guys 』でハロルド・プリンスと再びコラボレートした。ブロードウェイ・プロダクションではネイサン・レイン、ヴィクター・ガーバーが主演し、サム・メンデスが演出し、2000年春に上演が計画されたが延期となった。2003年、『Bounce 』と改題し、イリノイ州シカゴのグッドマン・シアターおよびワシントンD.C.のジョン・F・ケネディ・センターで上演された。評判が良くなくブロードウェイに進出できず、2008年10月28日、『Road Show 』と改題した改訂版がジョン・ドイルの演出によりオフ・ブロードウェイのパブリック・シアターにて開幕し、12月28日、閉幕した。
2006年、新作を期待されたソンドハイムは「いや、もう歳だから。気力もないし新しいアイデアもない。信用もなくなってきている」と語った。2007年12月、『Bounce 』の改訂を行っており、またワイドマンとラパインと共にいくつかの作業を行なっていると語った。
2009年4月、ジョージア州アトランタにあるアライアンス・シアターにてマルチメディア・プロダクション『Sondheim: a Musical Revue 』が上演される予定であったが、資金繰りが困難だったため中止となった。改訂版となる『Sondheim on Sondheim 』がランダバウト・シアター・カンパニーによりスタジオ54において、2010年3月19日からプレビュー公演が行なわれ、4月22日から6月13日まで本公演が上演された。このレヴューにはバーバラ・クック、ヴァネッサ・ウィリアムス、トム・ウォパット、ノーム・ルイス、レスリー・クリッツァーなどが出演した。
2013年11月13日から17日、ニューヨーク・シティ・センターで行われた『Encores! 』シリーズのコンサート『A Bed and a Chair: A New York Love Affair 』でウィントン・マルサリスとコラボレートした。ジョン・ドイルが演出、パーカー・エッセが振付を担当し、「ソンドハイムの曲20曲以上がマルサリスにより新たなイメージが作り上げられた」と評された。ほかにバーナデット・ピーターズ、ジェレミー・ジョーダン、ノーム・ルイス、シリル・エイミーおよびダンサー4名、デイヴィッド・ラウド指揮のジャズ・アット・リンカーン・センター・オーケストラが出演した。『Playbill 』誌のスティーヴン・サスキンは「新作ミュージカルでも再演でもなければスタンダードを集めたレヴューでもなく、ジャズ風にして舞台演出を施した歌唱といった作品。半分の曲が『カンパニー』と『フォリーズ』からきており、あとはあまり知られていない『パッション』、『ロード・ショー』を含むソンドハイムのほかのミュージカルからきていた」と記した。
2014年公開の『イントゥ・ザ・ウッズ』の映画化『イントゥ・ザ・ウッズ』に『Rainbows 』を含む新曲を作曲した。

### 指導者として
オスカー・ハマースタイン2世から指導を受けたソンドハイムは、恩返しとして「私がオスカーから受けたことを受け継ぎたい」と語っている。『The Legacy Project 』のインタビューにおいて、リチャード・ロジャースの孫でありメアリー・ロジャースの息子である作詞家および作曲家のアダム・ゲテルは14歳の時にソンドハイムに作品を見せた際、「褒められるだろうと得意になっていたらがっかりさせられた」と語った。のちにソンドハイムは「建設的に話したかっただけ」で「あまり激励できなかった」としてゲテルに謝罪した。
駆け出しのジョナサン・ラーソンはジョージ・オーウェルの小説『1984年』をミュージカル化した『Superbia 』のワークショップでソンドハイムが指導者として参加した。ラーソン作のミュージカル『Tick, Tick... Boom! 』の留守電のシーンにソンドハイムが登場し、早く帰ったことを謝罪し、主人公の作品を気に入りまた会いたい旨の台詞を話した。ラーソンの没後、ソンドハイムは「コンテンポラリー・ポップ・ミュージックと舞台音楽を独自に統合しようとしていた。良いポップ・ミュージックには良い歌詞がつくが、舞台音楽の歌詞に合うとは限らない。ミュージカルの作曲家は物語を語るのに舞台での音楽を使う方法を知らなければならない。ジョナサンはそれを本能的に理解していた」と語った。
2008年頃、『ウエスト・サイド物語』のブロードウェイ再演に向け、ソンドハイムは歌詞をスペイン語に翻訳するためリン＝マニュエル・ミランダと接触した。またミランダは当時『The Hamilton Mixtape 』の題名であった新作ミュージカル『ハミルトン』のためソンドハイムと会った。当初ソンドハイムはこのプロジェクトに慎重で「ラップが流行らなくなったらただの単調な曲になるのではないか」と心配した。しかしソンドハイムはミランダの着目点、作品の重要部分、リズム感を信用することにした。

## レガシー
1981年、ソンドハイムは若者に脚本執筆や舞台芸術を広めるヤング・プレイライト社を創立し、副社長を務めている。2007年12月、アイオワ州フェアフィールドにあるフェアフィールド・アーツ・アンド・コンベンション・センターにスティーヴン・ソンドハイム・センター・フォー・パフォーミング・アーツがオープンし、ソンドハイムのミュージカルに出演したことのあるレン・キャリオー、リズ・キャラウェイ、リチャード・カインドがこけら落しを行なった。
1993年、スティーヴン・ソンドハイム・ソサエティが創立し、メンバーに『Sondheim - the Magazine 』によりソンドハイムの活動情報が供給される。この組織はデータベースの整備、プロダクション、ミーティング、イベントの組織、広報の補助などを行なう。またイギリスの演劇学校または大学でミュージカルを学ぶ生徒から12名が選ばれ、うち1名に賞金£1,000が授与されるスチューデント・パフォーマー・オブ・ザ・イヤーのコンテストを毎年開催する。ソンドハイムの要望により、若い作曲家による新曲に特別賞が贈られる。参加者はソンドハイムの曲と新曲の2曲を演奏し、作曲家のジョージ・スタイルズと作詞家のアンソニー・ドリューが審査する。
ドラマ『デスパレートな妻たち』の多くのエピソードのタイトルにソンドハイムの曲名や歌詞が使用され、最終回のエピソードはソンドハイムの著書と同じ『Finishing the Hat 』であった。1990年、オックスフォードでスタイルズ、ドリュー、アンドリュー・ペギー、ポール・ジェイムズ、スティーヴン・キーリングなどの将来有望なミュージカル作家と共にワークショップを行なった。1992年、この作家たちはマーキュリー・ワークショップを創立し、ニュー・ミュージカル・アライアンスと合併し、ソンドハイムが後援者として新たなミュージカルを発展させるMMDとなった。
2009年、バージニア州アーリントン郡にあるシグネチャー・シアターは「アメリカでもっとも影響力のあるミュージカル作曲家に敬意を表し」、非営利団体に5,000ドルを寄付するソンドハイム賞を創立した。
2010年9月15日、ニューヨークの西43番通りにあるヘンリー・ミラーズ・シアターはソンドハイムの80歳を記念してスティーヴン・ソンドハイム・シアターと改名した。ネイサン・レイン、パティ・ルポーン、ジョン・ワイドマンが出席した。ソンドハイムは「嬉しくもあるがとても恥ずかしい。私はいつも姓を嫌っていた。劇場名に合わない。「ベラスコ」とも「ロジャース」とも「サイモン」とも「ウィルソン」とも違う。「ショーンフェルド」や「ジェイコブズ」よりは合うかもしれない。しかし合わない」と語った。のちに「企業スポンサーとその資金は必要だが、劇場名に冠するのは神聖なことである」と語った。
1994年、ソンドハイムは自身の作品に関する季刊誌『The Sondheim Review 』を創刊し、『デイリー・テレグラフ』紙は、生存する作曲家で自身の名を冠する季刊誌を発行する唯一の人物であろうと記した。

## 私生活
ソンドハイムは内向的で1人でいることを好むとされている。エッセイストのフランク・リッチとのインタビューにおいてソンドハイムは「幼い頃から人には愛憎の両面があることに気付いていた」と語った。1999年までピーター・ジョーンズと同居し、現在はジェフ・ロムリーと交際している。

## 主な作品
『』内の邦題がない作品は日本未公演・未製作。
- 『ウエスト・サイド物語』 West Side Story (1957) 作詞
- 『ジプシー』 Gypsy (1959) 作詞
- 『ローマで起った奇妙な出来事』 A Funny Thing Happened on the Way to the Forum (1962) 作詞・作曲
- 『口笛は誰でも吹ける』 Anyone Can Whistle (1964) 作詞・作曲
- 『ワルツが聞こえる?』 Do I Hear a Waltz? (1965) 作詞
- 『カンパニー』 Company (1970) 作詞・作曲
- 『フォリーズ』 Follies (1971) 作詞・作曲
- 『リトル・ナイト・ミュージック』 A Little Night Music (1973) 作詞・作曲
- Frogs (1974 original version) 作詞・作曲
- 『太平洋序曲』 Pacific Overtures (1976) 作詞・作曲
- 『スウィーニー・トッド』 Sweeney Todd (1979) 作詞・作曲
- 『メリリー・ウィー・ロール・アロング』Merrily We Roll Along (1981) 作詞・作曲
- 『ジョージの恋人』 Sunday in the Park with George (1984) 作詞・作曲
- 『イントゥ・ザ・ウッズ』 Into the Woods (1987) 作詞・作曲
- Assassins (1990) 作詞・作曲
- 『パッション』 Passion (1994) 作詞・作曲
- Saturday Night (1997) 作詞・作曲（それまで未公開だった1954年の作品）
- Bounce, Wise Guys and Gold! (2003) 作詞・作曲（改題：Road Show" 2008）
- The Frogs (2004 second version) 作詞・作曲（1974年版を大幅に書き換え新たに7曲を追加したもの）

## 主な受賞
- グラミー賞
  - 1970年度 オリジナルキャストアルバム作曲賞 『カンパニー』
  - 1973年度 オリジナルキャストアルバム作曲賞 『リトル・ナイト・ミュージック』
  - 1976年度 Song of the Year賞　Send in the Clowns（『リトル・ナイト・ミュージック』)
  - 1979年度 キャストショーアルバム賞 『スウィーニー・トッド』
  - 1984年度 キャストショーアルバム賞 『ジョージの恋人』
  - 1988年度 ミュージカルキャストショーアルバム賞 『イントゥ・ザ・ウッズ』
  - 1994年度 ミュージカルキャストショーアルバム賞 『パッション』
  - 2010年度 ミュージカルキャストショーアルバム賞 『ウエストサイド物語』（リバイバル）

- ピューリッツァー賞
  - 1985年度ミュージカル部門 『ジョージの恋人』
- アカデミー賞
  - 1990年度 主題歌賞 Sooner or Later（『ディック・トレイシー』）
- トニー賞
  - 1963年度 ミュージカル作品賞『ローマで起った奇妙な出来事』
  - 1971年度 作曲賞・作詞賞 『カンパニー』
  - 1972年度 作曲賞 『フォリーズ』
  - 1973年度 作曲賞 『リトル・ナイト・ミュージック』
  - 1979年度 作曲賞 『スウィーニー・トッド』
  - 1988年度 作曲賞 『イントゥ・ザ・ウッズ』
  - 1994年度 作曲賞 『パッション』
  - 2008年度 特別賞　生涯にわたる舞台演劇への貢献に対して
- 高松宮殿下記念世界文化賞
  - 2000年度　演劇・映像部門